# Ели Хекшер
Ели Хекшер (на шведски: Eli Filip Heckscher) (р. 24 ноември 1879 г., Стокхолм, Швеция - п. 23 декември 1952 г., Стокхолм, Швеция) е шведски икономист и стопански историк.

## Биография
Ели Хекшер следва икономика и история в Университета на Упсала. От 1907 г. е доцент в Стокхолмския университет, а по-късно става професор по икономика и статистика.
Ели Хекшер има значителен принос в областта на икономическата история. За своята научноизследователска и преподавателска дейност той е издигнат на поста Директор на института за икономическа история, където се и пенсионира през 1945 г.
Най-значимите му разработки в тази област са „Меркантилизмът“ (1931) и „Икономическа история на Швеция“ (1934). В тях умело използва икономически инструменти при интерпретацията на отделните исторически епохи - степен и значимост на процесите на размяна, роля на природните ресурси и технологиите, размер и структура на търсенето и др. Девет години преди Дж. Робинсон и Е. Чембърлин, Хекшер, анализирайки поведението на големите фирми и възможностите на ефективното им функциониране стига до идеята за несъвършената конкуренция.
В икономическата теория Ели Хекшер е известен и като създател на специфичния подход за оценка на изгодите от специализацията във външната търговия. В статията си „Ефектът на външната търговия върху разпределението на дохода“ (1919) той за пръв път поставя проблема за ролята на изобилния фактор в производството при формирането на експортната стратегия на дадена страна.
По-късно подобна теза развива и Б. Олин, поради което в икономиката на световното стопанство остава терминът „подход на Хекшер-Олин към международната търговия“. До смъртта си Ели Хекшер публикува 36 книги, 174 научни и над 700 популярни статии.

## За него
- Eli Heckscher, International Trade, and Economic History, Findlay, Ronald, Rolf G. H. Henriksson, Håkan Lindgren and Mats Lundahl, eds., The MIT Press, 2007.